# Resolución 1372 del Consejo de Seguridad de las Naciones Unidas
La resolución 1372 del Consejo de Seguridad de las Naciones Unidas, adoptada el 28 de septiembre de 2001, tras recordar las resoluciones 1044 (1996), 1054 (1996) y 1070 (1996) relativas al intento de asesinato del presidente egipcio Hosni Mubarak en una cumbre de la Organización para la Unidad Africana (OUA) en la capital de Etiopía, Addis Abeba, el 26 de junio de 1995 y las medidas posteriores, el Consejo tomó nota del cumplimiento por parte de Sudán y puso fin a las sanciones contra el país.
El Consejo de Seguridad tomó nota de las medidas adoptadas por el gobierno sudanés para cumplir con las resoluciones anteriores del Consejo de Seguridad y que los Ministros de Relaciones Exteriores de Egipto y Etiopía apoyaron el levantamiento de las sanciones contra Sudán. Acogió con satisfacción la adhesión de Sudán a convenios internacionales para la eliminación del terrorismo, como el Convenio Internacional para la Represión de los Atentados Terroristas Cometidos con Bombas de 1997 y el Convenio Internacional para la Represión de la Financiación del Terrorismo de 1999.
Actuando en virtud del Capítulo VII de la Carta de las Naciones Unidas, el Consejo levantó las sanciones impuestas en resoluciones anteriores del Consejo de Seguridad contra Sudán. Las sanciones fueron en gran parte simbólicas y pocos países cumplieron con su implementación. La resolución fue adoptada por 14 votos contra ninguno y una abstención de Estados Unidos. Si bien el representante de Estados Unidos aprobó el cumplimiento de Sudán, afirmó que los sospechosos del intento de asesinato no habían sido entregados a las autoridades correspondientes.